# Ecoterra Paraíso
Ecoterra Paraíso es una localidad del estado mexicano de Jalisco. Es parte del municipio de Puerto Vallarta. Fue fundada el 15 de junio de 2018.

## Demografía
| Censo | Población |
| ----- | --------- |
| 2020  | 2 108     |